# Dinàmica de tecleig
La dinàmica de tecleig o biometria de tecleig és un dels sistemes de reconeixement biomètric de persones de tipus conductual. Es basa en l'anàlisi de la informació del temps transcorregut entre les pulsacions de les tecles d'un ordinador quan l'usuari escriu.
El 24 de maig de 1844, quan el missatge "¿Què ha fet Déu?" va ser enviat per telègraf des del Capitoli dels EUA a Washington, DC per al ferrocarril de Baltimore i Ohio, a Baltimore, Maryland, es va iniciar una nova era en les comunicacions. Cap a 1860, la revolució del telègraf estava en ple apogeu i els operadors de telègraf eren un recurs valuós. Amb l'experiència, cada operador desenvolupava una "firma" única i era possible identificar l'operador pel seu ritme de telegrafiar. A la Segona Guerra Mundial els militars transmetien missatges mitjançant el codi morse. La intel·ligència militar va identificar que un individu tenia una forma característica d'introduir els punts i línies del missatge en Morse, creant un ritme que podia ajudar a distingir els aliats dels enemics. En els nostres dies, aquestes observacions s'han fet servir per a reconèixer persones a partir de la manera de teclejar davant d'un ordinador.